# 静脈 (アルバム)
『静脈』（じょうみゃく）は、2006年8月23日 に『動脈』と同時にリリースされた、Syrup 16gのベストアルバムである。

## 概要
前作『Delayedead』から、丸2年あまり、音源リリースが途絶えていたシロップが突如として発表したベストアルバム。過去アルバムからの代表曲、シングルA面はもとより、本アルバム発売当時は廃盤となっていた「Free Throw」や、デビュー以前ハイラインレコーズで販売していたカセット音源、デモトラックなどもリマスタリングで収録し、オールキャリアベストと銘打って『動脈』とともに2枚同時にリリースされた。
2枚ともに心臓をモチーフにしたジャケットデザインで、「動脈」は赤、「静脈」は青いCDケースに収納されている。

## 収録曲
1. Reborn
『delayed』収録
2. 翌日
『Free Throw』収録
3. I・N・M
『Mouth to Mouse』収録
4. 生活
『COPY』収録
5. 神のカルマ
『coup d'Etat』収録
6. パープルムカデ (Album mix.)
『Mouth to Mouse』収録
7. Sonic Disorder
『Free Throw』収録
8. Inside out
『delayedead』収録
9. センチメンタル
『delayed』収録
10. My Song (Album mix.)
『Mouth to Mouse』収録
11. 水色の風
『delayed』収録
12. ex.人間
『HELL-SEE』収録
13. 明日を落としても
『Free Throw』収録
14. Your eyes closed
『Mouth to Mouse』収録
15. 向日葵
カセットテープ『Syrup16g02』収録
16. 愛と理非道 (Demo)
『delayed』収録

## 演奏
- 佐藤元章：Bass (#2.3.5.7.13.15.16)
- 藤原基央 (BUMP OF CHICKEN)：Backing Vocal (#11)
- 石川鉄男：Programming (#10)
- 河野圭：Keyboards (#14)